# Orbiter
《Orbiter》是一款太空飛行模擬器遊戲，該遊戲按照经典力学的原理來模拟太空飞行。该遊戲于2000年11月27日发布，最新版本于2016年8月30日发布。2021年7月27日，《Orbiter》成為一款開放源代碼遊戲。
《Orbiter》由Martin Schweiger开发，他是伦敦大学学院计算机科学系的高级研究员，他认为当时的太空飛行模擬器遊戲不夠真實，于是决定编写一款寓教於樂的遊戲，玩家能通過該遊戲學習到有趣的物理學知識。《Orbiter》一度是某些课堂上的教学辅助工具，并且一群开发者為該遊戲创建了大量插件，讓玩家能够驾驶各种真实和虚构的航天器，這些開發者還為遊戲增添新的行星系。